# قصعين ثنائي الألوان
قصعين ثنائي الألوان (الاسم العلمي:Salvia discolor) هو نوع من النباتات يتبع جنس القصعين من الفصيلة الشفوية.